# Сириня
Сириня (пол. Syrynia) — село в Польщі, у гміні Любомія Водзіславського повіту Сілезького воєводства.
Населення — 3232 особи (2011).
У 1975-1998 роках село належало до Катовицького воєводства.

## Демографія
Демографічна структура станом на 31 березня 2011 року:
|          | Загалом | Допрацездатний вік | Працездатний вік | Постпрацездатний вік |
| -------- | ------- | ------------------ | ---------------- | -------------------- |
| Чоловіки | 1558    | 312                | 1082             | 164                  |
| Жінки    | 1674    | 319                | 1020             | 335                  |
| Разом    | 3232    | 631                | 2102             | 499                  |